# Diaphananthe
Diaphananthe är ett släkte av orkidéer. Diaphananthe ingår i familjen orkidéer.
Kladogram enligt Catalogue of Life:
| Diaphananthe | \| \| Diaphananthe arbonnieri \| \| \| \| \| \| Diaphananthe bidens \| \| \| \| \| \| Diaphananthe bueae \| \| \| \| \| \| Diaphananthe ceriflora \| \| \| \| \| \| Diaphananthe delepierreana \| \| \| \| \| \| Diaphananthe divitiflora \| \| \| \| \| \| Diaphananthe dorotheae \| \| \| \| \| \| Diaphananthe eggelingii \| \| \| \| \| \| Diaphananthe fragrantissima \| \| \| \| \| \| Diaphananthe garayana \| \| \| \| \| \| Diaphananthe lorifolia \| \| \| \| \| \| Diaphananthe millarii \| \| \| \| \| \| Diaphananthe pellucida \| \| \| \| \| \| Diaphananthe plehniana \| \| \| \| \| \| Diaphananthe rohrii \| \| \| \| \| \| Diaphananthe sanfordiana \| \| \| \| \| \| Diaphananthe sarcorhynchoides \| \| \| \| \| \| Diaphananthe subclavata \| \| \| \| \| \| Diaphananthe suborbicularis \| \| \| \| \| \| Diaphananthe trigonopetala \| \| \| \| \| \| Diaphananthe vandiformis \| \| \| \| \| \| Diaphananthe welwitschii \| \| \| \| |
|              | \| \| Diaphananthe arbonnieri \| \| \| \| \| \| Diaphananthe bidens \| \| \| \| \| \| Diaphananthe bueae \| \| \| \| \| \| Diaphananthe ceriflora \| \| \| \| \| \| Diaphananthe delepierreana \| \| \| \| \| \| Diaphananthe divitiflora \| \| \| \| \| \| Diaphananthe dorotheae \| \| \| \| \| \| Diaphananthe eggelingii \| \| \| \| \| \| Diaphananthe fragrantissima \| \| \| \| \| \| Diaphananthe garayana \| \| \| \| \| \| Diaphananthe lorifolia \| \| \| \| \| \| Diaphananthe millarii \| \| \| \| \| \| Diaphananthe pellucida \| \| \| \| \| \| Diaphananthe plehniana \| \| \| \| \| \| Diaphananthe rohrii \| \| \| \| \| \| Diaphananthe sanfordiana \| \| \| \| \| \| Diaphananthe sarcorhynchoides \| \| \| \| \| \| Diaphananthe subclavata \| \| \| \| \| \| Diaphananthe suborbicularis \| \| \| \| \| \| Diaphananthe trigonopetala \| \| \| \| \| \| Diaphananthe vandiformis \| \| \| \| \| \| Diaphananthe welwitschii \| \| \| \| |
|              | Diaphananthe arbonnieri |
|              | |
|              | Diaphananthe bidens |
|              | |
|              | Diaphananthe bueae |
|              | |
|              | Diaphananthe ceriflora |
|              | |
|              | Diaphananthe delepierreana |
|              | |
|              | Diaphananthe divitiflora |
|              | |
|              | Diaphananthe dorotheae |
|              | |
|              | Diaphananthe eggelingii |
|              | |
|              | Diaphananthe fragrantissima |
|              | |
|              | Diaphananthe garayana |
|              | |
|              | Diaphananthe lorifolia |
|              | |
|              | Diaphananthe millarii |
|              | |
|              | Diaphananthe pellucida |
|              | |
|              | Diaphananthe plehniana |
|              | |
|              | Diaphananthe rohrii |
|              | |
|              | Diaphananthe sanfordiana |
|              | |
|              | Diaphananthe sarcorhynchoides |
|              | |
|              | Diaphananthe subclavata |
|              | |
|              | Diaphananthe suborbicularis |
|              | |
|              | Diaphananthe trigonopetala |
|              | |
|              | Diaphananthe vandiformis |
|              | |
|              | Diaphananthe welwitschii |
|              | |